# جو وين
جو وين (بالصينية: 徐文) (13 أبريل 1986 بشانغهاي في الصين - ) هو لاعب كرة قدم صيني في مركز الوسط. شارك مع منتخب الصين تحت 17 سنة لكرة القدم. أما مع النوادي، فقد لعب مع شانغهاي غرينلاند شينهوا وShanghai Shenxin F.C. ‏.

## وصلات خارجية
- جو وين على موقع الاتحاد الدولي (مؤرشف)  (الإنجليزية)
- جو وين على موقع قاعدة بيانات كرة القدم.إي يو (الإنجليزية)